# Разностная аддитивная цепочка
Разностная аддитивная цепочка (англ. differential additive chain, также строгая аддитивная цепочка (англ. strong additive chain, Д. Кнут), цепочка Чебышева, цепочка Люка — не путать с последовательностью Люка) — аддитивная цепочка, пополненная вначале нулём и обладающая дополнительным свойством — для каждого элемента цепочки {\displaystyle a_{i}=a_{j}+a_{k}}, где {\displaystyle i>0;j,k<i;a_{j}\geq a_{k}} в цепочке существует также предшествующий ему элемент-разность {\displaystyle a_{r}=a_{j}-a_{k},r<i}.
Пример разностной аддитивной цепочки:
- 0
- 1
- 2 = 1+1 (1−1 = 0, уже в цепочке)
- 3 = 2+1 (2−1 = 1)
- 4 = 2+2 (2−2 = 0)
- 7 = 4+3 (4−3 = 1)